# Seznam vítězů mužské čtyřhry na French Open
Seznam vítězů mužské čtyřhry na French Open uvádí přehled šampionů mužské deblové soutěže French Open, turnaje známého také pod názvem Roland Garros, oficiálně francouzsky Les Internationaux de France de Roland Garros.
French Open je tenisový Grand Slam, každoročně hraný na přelomu května a června. Premiérový ročník mužské čtyřhry se odehrál v roce 1891, ale až od roku 1925 bylo mistrovství zpřístupněno pouze tenistům registrovaným ve francouzských klubech. Chronologicky představuje druhý major sezóny zařazený mezi Australian Open a Wimbledon. Od roku 1928 probíhá na otevřených antukových dvorcích areálu Stade Roland-Garros v Paříži. V roce 1968 se jako první z grandslamů otevřel profesionálům.
Do soutěže nastupuje šedesát čtyři párů se šestnácti nasazenými. Od roku 1973 se hraje sedmibodový tiebreak, (do roku 2021) s výjimkou rozhodující sady. V ročníku 2022 byla zkrácená hra zavedena i do rozhodujícího setu za stavu her 6–6 jako 10bodový supertiebreak.

## Historie
French Open organizované Francouzskou tenisovou federací je druhým ze čtyř Grand Slamů sezóny. Probíhá na přelomu května a června. Turnaj byl založen v roce 1891. Před rokem 1925 na něm mohli startovat pouze tenisté registrovaní ve francouzských klubech. V tomto období získal rekordní počet třinácti titulů Francouz Max Decugis.
Mezi lety 1915–1919 se šampionát nekonal v důsledku první světové války. V období 1941–1945 probíhal ve vichistickém režimu Tournoi de France uzavřený pro Francouze. Jeho výsledky nebyly francouzským svazem započítány do oficiálních statistik ani do historie grandslamu. Do počátku otevřené éry v roce 1968 se turnaj konal pod názvem French Championships. Prvními vítězi, po zpřístupnění hráčům mimo francouzské kluby v roce 1925, se stali francouzští mušketýři Jean Borotra a René Lacoste. V tomto období vyhrál nejvyšší počet šesti trofejí Australan Roy Emerson. V rámci otevřené éry pak rekordní zápis čtyř titulů vytvořili Kanaďan Daniel Nestor a Bělorus Max Mirnyj včetně dvou společných triumfů z let 2011 a 2012. Nejstarším šampionem open éry se v roce 2022 stal 40letý Nizozemec Jean-Julien Rojer. Jeho spoluhráč, Salvadorec Marcelo Arévalo, byl vůbec prvním vítězem grandslamové čtyřhry ze Střední Ameriky.
V letech 1925–1971 všechna utkání probíhala na tři vítězné sety. Od sezóny 1972 byl tento formát ponechán pouze pro finále. Předchozí kola přešla na systém zápasů do dvou vítězných setů, rovněž tak i nakonec finále v roce 1990.  
Vítězové získávají od roku 1989 zdobný stříbrný pohár „Coupe Jacques Brugnon“, pojmenovaný na počest jednoho ze čtyř mušketýrů Jacquese Brugnona.

## Přehled finále

### French Championships
| Rok                                                      | vítězové                                                 | poražení finalisté                                       | výsledek                                                 |
| Championnat de France amateurs international (1891–1924) | Championnat de France amateurs international (1891–1924) | Championnat de France amateurs international (1891–1924) | Championnat de France amateurs international (1891–1924) |
| -------------------------------------------------------- | -------------------------------------------------------- | -------------------------------------------------------- | -------------------------------------------------------- |
| 1891                                                     | B. Desjoyau T. Legrand                                   | Cucheval-Clarigny Boulanger                              |                                                          |
| 1892                                                     | J. Havet D. Albertini                                    | Cucheval-Clarigny Carlos de Candamo                      |                                                          |
| 1893                                                     | Jean Schopfer J. Goldsmith                               | G. Hetley Ortmans                                        | 6–4, 4–6, 6–2                                            |
| 1894                                                     | Gérard Brosselin J. Lesage                               | G. Hetley Robinson                                       | 6–4, 2–6, 6–2                                            |
| 1895                                                     | André Vacherot Christian Winzer                          | Paul Lebreton Paul Lecaron                               | 6–2, 6–1                                                 |
| 1896                                                     | F. Warden Wynes                                          | André Vacherot Marcel Vacherot                           | 6–4, 8–6                                                 |
| 1897                                                     | Paul Aymé Paul Lebreton                                  | Francky Wardan Longchamps                                | 6–3, 6–0                                                 |
| 1898                                                     | Marcel Vacherot Xenophon Kasdaglis                       |                                                          |                                                          |
| 1899                                                     | Paul Aymé Paul Lebreton                                  |                                                          |                                                          |
| 1900                                                     | Paul Aymé Paul Lebreton                                  |                                                          |                                                          |
| 1901                                                     | André Vacherot Marcel Vacherot                           |                                                          |                                                          |
| 1902                                                     | Max Decugis J. Worth                                     |                                                          |                                                          |
| 1903                                                     | Max Decugis J. Worth                                     | André Vacherot Marcel Vacherot                           | 8–6, 6–4skreč                                            |
| 1904                                                     | Max Decugis Maurice Germot                               |                                                          |                                                          |
| 1905                                                     | Max Decugis J. Worth                                     |                                                          |                                                          |
| 1906                                                     | Max Decugis Maurice Germot                               |                                                          |                                                          |
| 1907                                                     | Max Decugis Maurice Germot                               | G. Siry Robert Wallet                                    | 6–4, 6–2, 6–1                                            |
| 1908                                                     | Max Decugis Maurice Germot                               |                                                          |                                                          |
| 1909                                                     | Max Decugis Maurice Germot                               |                                                          |                                                          |
| 1910                                                     | Marcel Dupont Maurice Germot                             |                                                          |                                                          |
| 1911                                                     | Max Decugis Maurice Germot                               | André Gobert William Laurentz                            | 6–3, 6–4, 7–5                                            |
| 1912                                                     | Max Decugis Maurice Germot                               |                                                          |                                                          |
| 1913                                                     | Max Decugis Maurice Germot                               |                                                          |                                                          |
| 1914                                                     | Max Decugis Maurice Germot                               | William Laurentz Ludwig von Salm                         | 6–4, 6–4, 4–6, 4–6, 6–4                                  |
| 1915                                                     | nehráno                                                  | nehráno                                                  | nehráno                                                  |
| 1916                                                     | nehráno                                                  | nehráno                                                  | nehráno                                                  |
| 1917                                                     | nehráno                                                  | nehráno                                                  | nehráno                                                  |
| 1918                                                     | nehráno                                                  | nehráno                                                  | nehráno                                                  |
| 1919                                                     | nehráno                                                  | nehráno                                                  | nehráno                                                  |
| 1920                                                     | Max Decugis Maurice Germot                               |                                                          |                                                          |
| 1921                                                     | André Gobert William Laurentz                            |                                                          |                                                          |
| 1922                                                     | Jacques Brugnon Marcel Dupont                            |                                                          |                                                          |
| 1923                                                     | François Blanchy Jean Samazeuilh                         |                                                          |                                                          |
| 1924                                                     |                                                          |                                                          |                                                          |
| Internationaux de France amateurs (1925–1967)            |                                                          |                                                          |                                                          |
| 1925                                                     | Jean Borotra René Lacoste                                | Henri Cochet Jacques Brugnon                             | 7–5, 4–6, 6–3, 2–6, 6–3                                  |
| 1926                                                     | Vincent Richards Howard Kinsey                           | Henri Cochet Jacques Brugnon                             | 6–4, 6–1, 4–6, 6–4                                       |
| 1927                                                     | Henri Cochet Jacques Brugnon                             | Jean Borotra René Lacoste                                | 2–6, 6–2, 6–0, 1–6, 6–4                                  |
| 1928                                                     | Jean Borotra Jacques Brugnon                             | Henri Cochet René de Buzelet                             | 6–4, 3–6, 6–2, 3–6, 6–4                                  |
| 1929                                                     | René Lacoste Jean Borotra                                | Henri Cochet Jacques Brugnon                             | 6–3, 3–6, 6–3, 3–6, 8–6                                  |
| 1930                                                     | Henri Cochet Jacques Brugnon                             | Harry Hopman Jim Willard                                 | 6–3, 9–7, 6–3                                            |
| 1931                                                     | George Lott John Van Ryn                                 | Vernon Kirby Norman Farquharson                          | 6–4, 6–3, 6–4                                            |
| 1932                                                     | Henri Cochet Jacques Brugnon                             | Christian Boussus Marcel Bernard                         | 6–4, 3–6, 7–5, 6–3                                       |
| 1933                                                     | Pat Hughes Fred Perry                                    | Vivian McGrath Adrian Quist                              | 6–2, 6–4, 2–6, 7–5                                       |
| 1934                                                     | Jean Borotra Jacques Brugnon                             | Jack Crawford Vivian McGrath                             | 11–9, 6–3, 2–6, 4–6, 9–7                                 |
| 1935                                                     | Jack Crawford Adrian Quist                               | Vivian McGrath Don Turnbull                              | 6–1, 6–4, 6–2                                            |
| 1936                                                     | Jean Borotra Marcel Bernard                              | Pat Hughes Raymond Tuckey                                | 6–2, 3–6, 9–7, 6–1                                       |
| 1937                                                     | Gottfried von Cramm Henner Henkel                        | Norman Farquharson Vernon Kirby                          | 6–4, 7–5, 3–6, 6–1                                       |
| 1938                                                     | Bernard Destremau Yvon Petra                             | Don Budge Gene Mako                                      | 3–6, 6–3, 9–7, 6–1                                       |
| 1939                                                     | Don McNeill Charles Harris                               | Jean Borotra Jacques Brugnon                             | 4–6, 6–4, 6–0, 2–6, 10–8                                 |
| 1940                                                     | nehráno                                                  | nehráno                                                  | nehráno                                                  |
| 1941                                                     | nehráno                                                  | nehráno                                                  | nehráno                                                  |
| 1942                                                     | nehráno                                                  | nehráno                                                  | nehráno                                                  |
| 1943                                                     | nehráno                                                  | nehráno                                                  | nehráno                                                  |
| 1944                                                     | nehráno                                                  | nehráno                                                  | nehráno                                                  |
| 1945                                                     | nehráno                                                  | nehráno                                                  | nehráno                                                  |
| 1946                                                     | Marcel Bernard Yvon Petra                                | Enrique Morea Pancho Segura                              | 7–5, 6–3, 0–6, 1–6, 10–8                                 |
| 1947                                                     | Eustace Fannin Eric Sturgess                             | Tom Brown Bill Sidwell                                   | 6–4, 4–6, 6–4, 6–3                                       |
| 1948                                                     | Lennart Bergelin Jaroslav Drobný                         | Harry Hopman Frank Sedgman                               | 8–6, 6–1, 12–10                                          |
| 1949                                                     | Pancho Gonzales Frank Parker                             | Eustace Fannin Eric Sturgess                             | 6–3, 8–6, 5–7, 6–3                                       |
| 1950                                                     | Bill Talbert Tony Trabert                                | Jaroslav Drobný Eric Sturgess                            | 6–2, 1–6, 10–8, 6–2                                      |
| 1951                                                     | Ken McGregor Frank Sedgman                               | Gardnar Mulloy Dick Savitt                               | 6–2, 2–6, 9–7, 7–5                                       |
| 1952                                                     | Ken McGregor Frank Sedgman                               | Gardnar Mulloy Dick Savitt                               | 6–3, 6–4, 6–4                                            |
| 1953                                                     | Lew Hoad Ken Rosewall                                    | Mervyn Rose Clive Wilderspin                             | 6–2, 6–1, 6–1                                            |
| 1954                                                     | Vic Seixas Tony Trabert                                  | Lew Hoad Ken Rosewall                                    | 6–4, 6–2, 6–1                                            |
| 1955                                                     | Vic Seixas Tony Trabert                                  | Nicola Pietrangeli Orlando Sirola                        | 6–1, 4–6, 6–2, 6–4                                       |
| 1956                                                     | Don Candy Bob Perry                                      | Ashley Cooper Lew Hoad                                   | 7–5, 6–3, 6–3                                            |
| 1957                                                     | Malcolm Anderson Ashley Cooper                           | Don Candy Mervyn Rose                                    | 6–3, 6–0, 6–3                                            |
| 1958                                                     | Ashley Cooper Neale Fraser                               | Robert Howe Abe Segal                                    | 3–6, 8–6, 6–3, 7–5                                       |
| 1959                                                     | Nicola Pietrangeli Orlando Sirola                        | Roy Emerson Neale Fraser                                 | 6–3, 6–2, 14–12                                          |
| 1960                                                     | Roy Emerson Neale Fraser                                 | José Luis Arilla Andrés Gimeno                           | 6–2, 8–10, 7–5, 6–4                                      |
| 1961                                                     | Roy Emerson Rod Laver                                    | Robert Howe Bob Mark                                     | 3–6, 6–1, 6–1, 6–4                                       |
| 1962                                                     | Roy Emerson Neale Fraser                                 | Wilhelm Bungert Christian Kuhnke                         | 6–3, 6–4, 7–5                                            |
| 1963                                                     | Roy Emerson Manuel Santana                               | Gordon Forbes Abe Segal                                  | 6–2, 6–4, 6–4                                            |
| 1964                                                     | Roy Emerson Ken Fletcher                                 | John Newcombe Tony Roche                                 | 7–5, 6–3, 3–6, 7–5                                       |
| 1965                                                     | Roy Emerson Fred Stolle                                  | Ken Fletcher Bob Hewitt                                  | 6–8, 6–3, 8–6, 6–2                                       |
| 1966                                                     | Clark Graebner Dennis Ralston                            | Ilie Năstase Ion Țiriac                                  | 6–3, 6–3, 6–0                                            |
| 1967                                                     | John Newcombe Tony Roche                                 | Roy Emerson Ken Fletcher                                 | 6–3, 9–7, 12–10                                          |

### French Open
| Rok                                           | vítězové                                      | poražení finalisté                            | výsledek                                      |
| Internationaux de France – Ère Open (od 1968) | Internationaux de France – Ère Open (od 1968) | Internationaux de France – Ère Open (od 1968) | Internationaux de France – Ère Open (od 1968) |
| --------------------------------------------- | --------------------------------------------- | --------------------------------------------- | --------------------------------------------- |
| 1968                                          | Ken Rosewall Fred Stolle                      | Roy Emerson Rod Laver                         | 6–3, 6–4, 6–3                                 |
| 1969                                          | John Newcombe Tony Roche                      | Roy Emerson Rod Laver                         | 4–6, 6–1, 3–6, 6–4, 6–4                       |
| 1970                                          | Ilie Năstase Ion Țiriac                       | Arthur Ashe Charlie Pasarell                  | 6–2, 6–4, 6–3                                 |
| 1971                                          | Arthur Ashe Marty Riessen                     | Tom Gorman Stan Smith                         | 6–8, 4–6, 6–3, 6–4, 11–9                      |
| 1972                                          | Bob Hewitt Frew McMillan                      | Patricio Cornejo Jaime Fillol                 | 6–3, 8–6, 3–6, 6–1                            |
| 1973                                          | John Newcombe Tom Okker                       | Jimmy Connors Ilie Năstase                    | 6–1, 3–6, 6–3, 5–7, 6–4                       |
| 1974                                          | Dick Crealy Onny Parun                        | Bob Lutz Stan Smith                           | 6–3, 6–2, 3–6, 5–7, 6–1                       |
| 1975                                          | Brian Gottfried Raúl Ramírez                  | John Alexander Phil Dent                      | 6–4, 2–6, 6–2, 6–4                            |
| 1976                                          | Fred McNair Sherwood Stewart                  | Brian Gottfried Raúl Ramírez                  | 7–6(8–6), 6–3, 6–1                            |
| 1977                                          | Brian Gottfried Raúl Ramírez                  | Wojciech Fibak Jan Kodeš                      | 7–6, 4–6, 6–3, 6–4                            |
| 1978                                          | Gene Mayer Hank Pfister                       | José Higueras Manuel Orantes                  | 6–3, 6–2, 6–2                                 |
| 1979                                          | Gene Mayer Sandy Mayer                        | Ross Case Phil Dent                           | 6–4, 6–4, 6–4                                 |
| 1980                                          | Victor Amaya Hank Pfister                     | Brian Gottfried Raúl Ramírez                  | 1–6, 6–4, 6–4, 6–3                            |
| 1981                                          | Heinz Günthardt Balázs Taróczy                | Terry Moor Eliot Teltscher                    | 6–2, 7–6, 6–3                                 |
| 1982                                          | Sherwood Stewart Ferdi Taygan                 | Hans Gildemeister Belus Prajoux               | 7–5, 6–3, 1–1skreč                            |
| 1983                                          | Anders Järryd Hans Simonsson                  | Mark Edmondson Sherwood Stewart               | 7–6(7–4), 6–4, 6–2                            |
| 1984                                          | Henri Leconte Yannick Noah                    | Pavel Složil Tomáš Šmíd                       | 6–4, 2–6, 3–6, 6–3, 6–2                       |
| 1985                                          | Mark Edmondson Kim Warwick                    | Šlomo Glickstein Hans Simonsson               | 6–3, 6–4, 6–7, 6–3                            |
| 1986                                          | John Fitzgerald Tomáš Šmíd                    | Stefan Edberg Anders Järryd                   | 6–3, 4–6, 6–3, 6–7(4–7), 14–12                |
| 1987                                          | Anders Järryd Robert Seguso                   | Guy Forget Yannick Noah                       | 6–7, 6–7, 6–3, 6–4, 6–2                       |
| 1988                                          | Andrés Gómez Emilio Sánchez                   | John Fitzgerald Anders Järryd                 | 6–3, 6–7(8–10), 6–4, 6–3                      |
| 1989                                          | Jim Grabb Patrick McEnroe                     | Mansour Bahrami Eric Winogradsky              | 6–4, 2–6, 6–4, 7–6(7–5)                       |
| 1990                                          | Sergio Casal Emilio Sánchez                   | Goran Ivanišević Petr Korda                   | 7–5, 6–3                                      |
| 1991                                          | John Fitzgerald Anders Järryd                 | Rick Leach Jim Pugh                           | 6–0, 7–6(7–2)                                 |
| 1992                                          | Jakob Hlasek Marc Rosset                      | David Adams Andrej Olchovskij                 | 7–6(7–4), 6–7(3–7), 7–5                       |
| 1993                                          | Luke Jensen Murphy Jensen                     | Marc-Kevin Goellner David Prinosil            | 6–4, 6–7(4–7), 6–4                            |
| 1994                                          | Byron Black Jonathan Stark                    | Jan Apell Jonas Björkman                      | 6–4, 7–6(7–5)                                 |
| 1995                                          | Jacco Eltingh Paul Haarhuis                   | Nicklas Kulti Magnus Larsson                  | 6–7(3–7), 6–4, 6–1                            |
| 1996                                          | Jevgenij Kafelnikov Daniel Vacek              | Guy Forget Jakob Hlasek                       | 6–2, 6–3                                      |
| 1997                                          | Jevgenij Kafelnikov Daniel Vacek              | Todd Woodbridge Mark Woodforde                | 7–6(14–12), 4–6, 6–3                          |
| 1998                                          | Jacco Eltingh Paul Haarhuis                   | Mark Knowles Daniel Nestor                    | 6–3, 3–6, 6–3                                 |
| 1999                                          | Maheš Bhúpatí Leander Paes                    | Goran Ivanišević Jeff Tarango                 | 6–2, 7–5                                      |
| 2000                                          | Todd Woodbridge Mark Woodforde                | Paul Haarhuis Sandon Stolle                   | 7–6, 6–4                                      |
| 2001                                          | Maheš Bhúpatí Leander Paes                    | Petr Pála Pavel Vízner                        | 7–6, 6–3                                      |
| 2002                                          | Paul Haarhuis Jevgenij Kafelnikov             | Mark Knowles Daniel Nestor                    | 7–5, 6–4                                      |
| 2003                                          | Bob Bryan Mike Bryan                          | Paul Haarhuis Jevgenij Kafelnikov             | 7–6(7–3), 6–3                                 |
| 2004                                          | Xavier Malisse Olivier Rochus                 | Michaël Llodra Fabrice Santoro                | 7–5, 7–5                                      |
| 2005                                          | Jonas Björkman Max Mirnyj                     | Bob Bryan Mike Bryan                          | 2–6, 6–1, 6–4                                 |
| 2006                                          | Jonas Björkman Max Mirnyj                     | Bob Bryan Mike Bryan                          | 6–7(5–7), 6–4, 7–5                            |
| 2007                                          | Mark Knowles Daniel Nestor                    | Lukáš Dlouhý Pavel Vízner                     | 2–6, 6–3, 6–4                                 |
| 2008                                          | Pablo Cuevas Luis Horna                       | Daniel Nestor Nenad Zimonjić                  | 6–2, 6–3                                      |
| 2009                                          | Lukáš Dlouhý Leander Paes                     | Wesley Moodie Dick Norman                     | 3–6, 6–3, 6–2                                 |
| 2010                                          | Daniel Nestor Nenad Zimonjić                  | Lukáš Dlouhý Leander Paes                     | 7–5, 6–2                                      |
| 2011                                          | Max Mirnyj Daniel Nestor                      | Juan Sebastián Cabal Eduardo Schwank          | 7–6(7–3), 3–6, 6–4                            |
| 2012                                          | Max Mirnyj Daniel Nestor                      | Bob Bryan Mike Bryan                          | 6–4, 6–4                                      |
| 2013                                          | Bob Bryan Mike Bryan                          | Michaël Llodra Nicolas Mahut                  | 6–4, 4–6, 7–6(7–4)                            |
| 2014                                          | Julien Benneteau Édouard Roger-Vasselin       | Marcel Granollers Marc López                  | 6–3, 7–6(7–1)                                 |
| 2015                                          | Ivan Dodig Marcelo Melo                       | Bob Bryan Mike Bryan                          | 6–7(5–7), 7–6(7–5), 7–5                       |
| 2016                                          | Feliciano López Marc López                    | Bob Bryan Mike Bryan                          | 6–4, 6–7(6–8), 6–3                            |
| 2017                                          | Ryan Harrison Michael Venus                   | Santiago González Donald Young                | 7–6(7–5), 6–7(4–7), 6–3                       |
| 2018                                          | Pierre-Hugues Herbert Nicolas Mahut           | Oliver Marach Mate Pavić                      | 6–2, 7–6(7–4)                                 |
| 2019                                          | Kevin Krawietz Andreas Mies                   | Jérémy Chardy Fabrice Martin                  | 6–2, 7–6(7–3)                                 |
| 2020                                          | Kevin Krawietz Andreas Mies                   | Mate Pavić Bruno Soares                       | 6–3, 7–5                                      |
| 2021                                          | Pierre-Hugues Herbert Nicolas Mahut           | Alexandr Bublik Andrej Golubjev               | 4–6, 7–6(7–1), 6–4                            |
| 2022                                          | Marcelo Arévalo Jean-Julien Rojer             | Ivan Dodig Austin Krajicek                    | 6–7(4–7), 7–6(7–5), 6–3                       |
| 2023                                          | Ivan Dodig Austin Krajicek                    | Sander Gillé Joran Vliegen                    | 6–3, 6–1                                      |
| 2024                                          | Marcelo Arévalo Mate Pavić                    | Simone Bolelli Andrea Vavassori               | 7–5, 6–3                                      |
| 2025                                          | Marcel Granollers Horacio Zeballos            | Joe Salisbury Neal Skupski                    | 6–0, 6–7(5–7), 7–5                            |

## Statistiky

### Vícenásobní vítězové od 1925
| Tenista                     | éra       | éra  | éra     | roky vítězství                     |
| Tenista                     | amatérská | open | celkově | roky vítězství                     |
| --------------------------- | --------- | ---- | ------- | ---------------------------------- |
| Roy Emerson (AUS)           | 6         | 0    | 6       | 1960, 1961, 1962, 1963, 1964, 1965 |
| Jean Borotra (FRA)          | 5         | 0    | 5       | 1925, 1928, 1929, 1934, 1936       |
| Jacques Brugnon (FRA)       | 5         | 0    | 5       | 1927, 1928, 1930, 1932, 1934       |
| Max Mirnyj (BLR)            | 0         | 4    | 4       | 2005, 2006, 2011, 2012             |
| Daniel Nestor (CAN)         | 0         | 4    | 4       | 2007, 2010, 2011, 2012             |
| Tony Trabert (USA)          | 3         | 0    | 3       | 1950, 1954, 1955                   |
| Neale Fraser (AUS)          | 3         | 0    | 3       | 1958, 1960, 1962                   |
| John Newcombe (AUS)         | 1         | 2    | 3       | 1967, 1969, 1973                   |
| Anders Järryd (SWE)         | 0         | 3    | 3       | 1983, 1987, 1991                   |
| Paul Haarhuis (NED)         | 0         | 3    | 3       | 1995, 1998, 2002                   |
| Jevgenij Kafelnikov (RUS)   | 0         | 3    | 3       | 1996, 1997, 2002                   |
| Leander Paes (IND)          | 0         | 3    | 3       | 1999, 2001, 2009                   |
| René Lacoste (FRA)          | 2         | 0    | 2       | 1925, 1929                         |
| Henri Cochet (FRA)          | 2         | 0    | 2       | 1930, 1932                         |
| Marcel Bernard (FRA)        | 2         | 0    | 2       | 1936, 1946                         |
| Yvon Petra (FRA)            | 2         | 0    | 2       | 1938, 1946                         |
| Ken McGregor (AUS)          | 2         | 0    | 2       | 1951, 1952                         |
| Frank Sedgman (AUS)         | 2         | 0    | 2       | 1951, 1952                         |
| Ken Rosewall (AUS)          | 1         | 1    | 2       | 1953, 1968                         |
| Vic Seixas (USA)            | 2         | 0    | 2       | 1954, 1955                         |
| Ashley Cooper (AUS)         | 2         | 0    | 2       | 1957, 1958                         |
| Fred Stolle (AUS)           | 1         | 1    | 2       | 1965, 1968                         |
| Tony Roche (AUS)            | 1         | 1    | 2       | 1967, 1969                         |
| Raúl Ramírez (MEX)          | 0         | 2    | 2       | 1975, 1977                         |
| Brian Gottfried (USA)       | 0         | 2    | 2       | 1975, 1977                         |
| Sherwood Stewart (USA)      | 0         | 2    | 2       | 1976, 1982                         |
| Gene Mayer (USA)            | 0         | 2    | 2       | 1978, 1979                         |
| Hank Pfister (USA)          | 0         | 2    | 2       | 1978, 1980                         |
| John Fitzgerald (AUS)       | 0         | 2    | 2       | 1986, 1991                         |
| Jacco Eltingh (NED)         | 0         | 2    | 2       | 1995, 1998                         |
| Daniel Vacek (CZE)          | 0         | 2    | 2       | 1996, 1997                         |
| Maheš Bhúpatí (IND)         | 0         | 2    | 2       | 1999, 2001                         |
| Jonas Björkman (SWE)        | 0         | 2    | 2       | 2005, 2006                         |
| Bob Bryan (USA)             | 0         | 2    | 2       | 2003, 2013                         |
| Mike Bryan (USA)            | 0         | 2    | 2       | 2003, 2013                         |
| Kevin Krawietz (GER)        | 0         | 2    | 2       | 2019, 2020                         |
| Andreas Mies (GER)          | 0         | 2    | 2       | 2019, 2020                         |
| Nicolas Mahut (FRA)         | 0         | 2    | 2       | 2018, 2021                         |
| Pierre-Hugues Herbert (FRA) | 0         | 2    | 2       | 2018, 2021                         |
| Ivan Dodig (CRO)            | 0         | 2    | 2       | 2015, 2023                         |

### Vítězové podle státu od 1925
| Stát                   | éra       | éra  | éra     | titul | titul    |
| Stát                   | amatérská | open | celkově | první | poslední |
| ---------------------- | --------- | ---- | ------- | ----- | -------- |
| Spojené státy americké | 17        | 26   | 43      | 1926  | 2023     |
| Austrálie              | 26        | 13   | 39      | 1935  | 2000     |
| Francie                | 20        | 7    | 27      | 1925  | 2021     |
| Španělsko              | 1         | 6    | 7       | 1963  | 2025     |
| Švédsko                | 1         | 6    | 7       | 1948  | 2006     |
| Německo                | 2         | 4    | 6       | 1937  | 2020     |
| Nizozemsko             | 0         | 6    | 6       | 1973  | 2002     |
| Indie                  | 0         | 5    | 5       | 1999  | 2009     |
| Bělorusko              | 0         | 4    | 4       | 2005  | 2012     |
| Jižní Afrika           | 2         | 2    | 4       | 1947  | 1972     |
| Kanada                 | 0         | 4    | 4       | 2007  | 2012     |
| Česko                  | 0         | 3    | 3       | 1996  | 2009     |
| Chorvatsko             | 0         | 3    | 3       | 2015  | 2024     |
| Rusko                  | 0         | 3    | 3       | 1996  | 2002     |
| Švýcarsko              | 0         | 3    | 3       | 1981  | 1992     |
| Belgie                 | 0         | 2    | 2       | 2004  | 2004     |
| Československo         | 1         | 1    | 2       | 1948  | 1986     |
| Itálie                 | 2         | 0    | 2       | 1959  | 1959     |
| Mexiko                 | 0         | 2    | 2       | 1975  | 1977     |
| Nový Zéland            | 0         | 2    | 2       | 1974  | 2017     |
| Rumunsko               | 0         | 2    | 2       | 1970  | 1970     |
| Spojené království     | 2         | 0    | 2       | 1933  | 1933     |
| Argentina              | 0         | 1    | 1       | 2025  | 2025     |
| Bahamy                 | 0         | 1    | 1       | 2007  | 2007     |
| Brazílie               | 0         | 1    | 1       | 2015  | 2015     |
| Ekvádor                | 0         | 1    | 1       | 1988  | 1988     |
| Maďarsko               | 0         | 1    | 1       | 1981  | 1981     |
| Peru                   | 0         | 1    | 1       | 2008  | 2008     |
| Salvador               | 0         | 1    | 1       | 2024  | 2024     |
| Uruguay                | 0         | 1    | 1       | 2008  | 2008     |
| Srbsko                 | 0         | 1    | 1       | 2010  | 2010     |
| Zimbabwe               | 0         | 1    | 1       | 1994  | 1994     |